# Gare d'Usansolo
Usansolo est une gare située aux alentours du quartier d'Usansolo, à Galdakao (Galdácano en castillan), appartenant aux lignes de Renfe Cercanias Bilbao 1D (Bilbao - Durango) et 3 (Bilbao - Bermeo), ainsi qu'à la ligne 1 régionale (Bilbao - Saint-Sébastien) d'EuskoTren. Dans la gare on établit une connexion avec l'Hôpital de Galdakao, au moyen d'un autobus qui sort de la gare à destination de ce dernier. Dans le futur, cette gare sera restaurée pour établir la connexion entre la Ligne 5 du métro de Bilbao et les lignes d'EuskoTren, et deviendra une gare de transit.
Cette gare dispose de deux quais : un direction Bilbao et un autre direction Bermeo, Durango et Saint-Sébastien ; et trois voies, dont une est en désuétude. Le passage piétonnier entre les quais se fait par les voies, puisqu'il ne dispose pas de passage souterrain ou au-dessus des voies.
| Provenance/Destination | <                   | Ligne | >             | Provenance/Destination |
| ---------------------- | ------------------- | ----- | ------------- | ---------------------- |
| Bilbao-Atxuri          | Zuhatzu             |       | Bedia         | Amara-Donostia         |
| Bilbao-Atxuri          | Zuhatzu             |       | Bedia         | Ermua                  |
| Bilbao-Atxuri          | Zuhatzu             |       | Bedia         | Bermeo                 |
| Etxebarri              | Hôpital de Galdakao |       | Tête de ligne | Tête de ligne          |

## Voir également
- EuskoTren
- Ligne 5 du métro de Bilbao
- Métro de Bilbao